# 有人ドローン

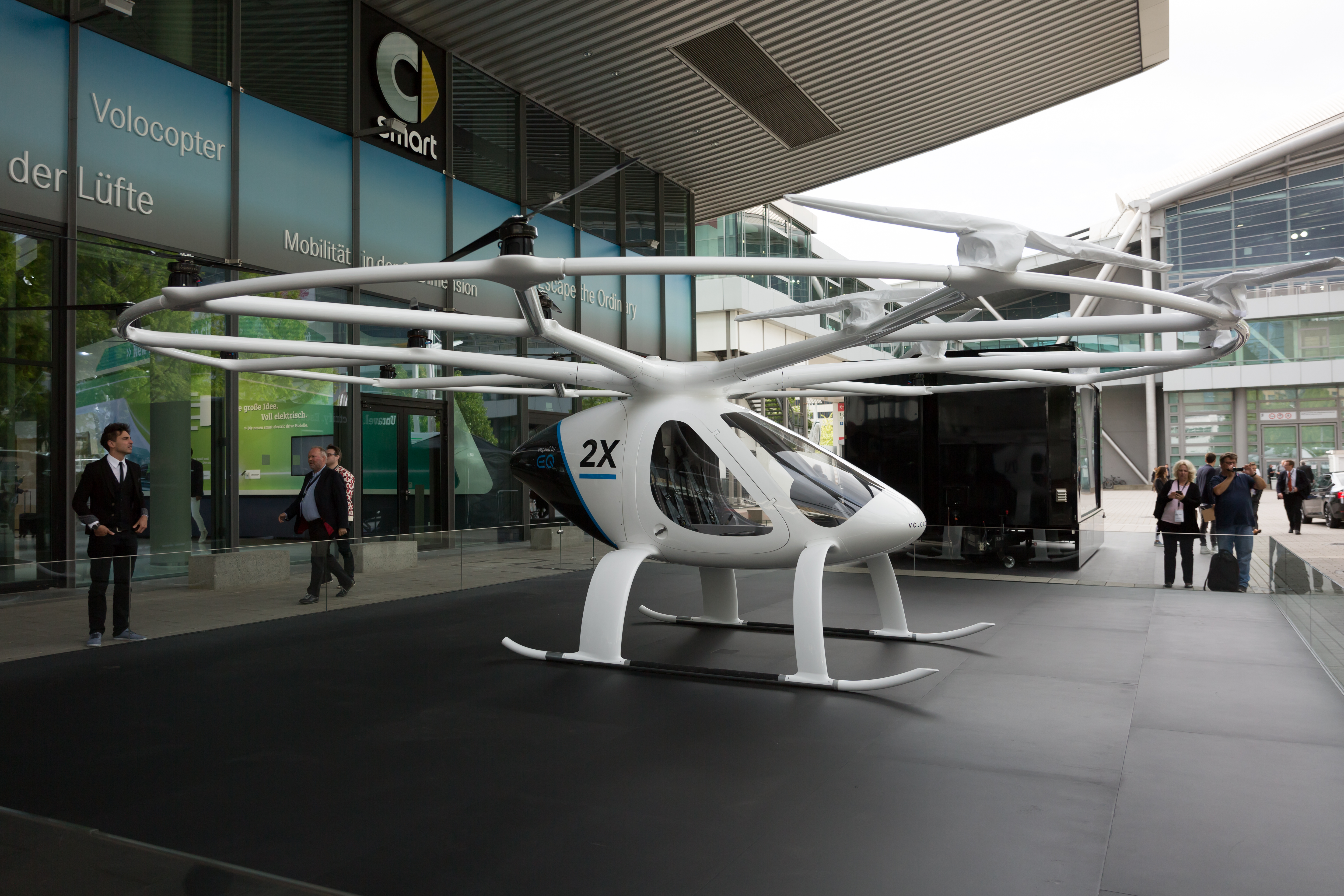
ボロコプター2X

有人ドローン（英: Passenger drone）とは、乗員を必要としない人員輸送や旅客用途のドローン。eVTOL（電動垂直離着陸機）の一種。パッセンジャー・ドローンとも呼ばれている。

## 概要
有人ドローンの定義はまだ定まっておらず、概ね自動操縦装置を備えた電動式マルチコプターである。完全な自動操縦が可能な機種のほか、最低限の姿勢安定のみを自動化して上昇や方向転換は手動で行う機種もある。発展の著しい電動マルチコプターが実用化されてからは有人電動マルチコプターの研究も行われる様になり、2011年にはドイツのE-voloがジョイスティックで操作する16ローターを備えた1人乗りの機体を試作し、以後も空飛ぶクルマ等の用途に世界各地で開発が行われていた。
2016年にダイムラーなどから出資を受けているドイツのボロコプターが世界初の2人乗り有人ドローンボロコプター2Xの初飛行テストをドバイで行った。ロシアのHOVERSURF社はホバーバイクとして1人乗りのクワッドローターを開発しており、同年10月のGITEX2017でドバイの警察が採用を発表した。2018年5月にイスラエルは戦場で負傷者を輸送するコーモラントのデモンストレーションを行った。ヨーロッパのエアバス、アメリカ合衆国のボーイング、ベル・ヘリコプター、日本電気などでも有人ドローンの開発が発表されている。